# 高原绢蒿
高原绢蒿（学名：Seriphidium grenardii）是菊科绢蒿属的植物，为中国的特有植物。分布在中国大陆的新疆等地，生长于海拔2,000米至2,550米的地区，见于高海拔地区，目前尚未由人工引种栽培。